# Wahlen zum Repräsentantenhaus der Vereinigten Staaten 1908
Bei den Wahlen zum Repräsentantenhaus der Vereinigten Staaten 1908 wurden am 3. November 1908 die Abgeordneten des Repräsentantenhauses gewählt. In drei Staaten fanden die Wahlen bereits zwischen Juni und September statt. Die Wahlen waren Teil der allgemeinen Wahlen zum 61. Kongress der Vereinigten Staaten von Amerika in jenem Jahr, bei denen auch ein Drittel der US-Senatoren gewählt wurden. Gleichzeitig fand auch die Präsidentschaftswahl des Jahres 1908 statt, die der Republikaner William Howard Taft gewann.
Zu dieser Zeit bestanden die Vereinigten Staaten aus 46 Bundesstaaten, (Oklahoma war inzwischen neu hinzugekommen). Es waren 391 Abgeordnete zu wählen. Die Sitzverteilung basierte auf der Volkszählung von 1900.
Bei der Wahl konnten die Demokraten fünf Sitze hinzugewinnen, während die Republikaner vier Mandate verloren, ihre absolute Mehrheit aber behielten. Von einem Trend in bestimmte Richtungen konnte man angesichts der geringen Veränderungen nicht sprechen. Die Wähler waren eher am Erhalt des Status quo interessiert. Die kleinen Veränderungen gingen auf regionale Besonderheiten zurück und hatten keinen bundespolitischen Hintergrund.
Wahlberechtigt und wählbar waren nur Männer. Frauen waren noch bis 1920 auf Bundesebene von Wahlen ausgeschlossen. Vor allem in den Südstaaten war das Wahlrecht durch Gesetze eingeschränkt, die das Wahlrecht an ein bestimmtes Steueraufkommen knüpften. Dadurch wurden ärmere Weiße, vor allem aber viele Afro-Amerikaner vom Wahlrecht ausgeschlossen.

## Wahlergebnis
- Demokratische Partei 172 (167) Sitze
- Republikanische Partei 219 (223) Sitze
- Sonstige: 0 (1) Sitze

Gesamt: 391 (391)
In Klammern sind die Ergebnisse der letzten Wahl zwei Jahre zuvor. Veränderungen im Verlauf der Legislaturperiode, die nicht die Wahlen an sich betreffen, sind bei diesen Zahlen nicht berücksichtigt, werden aber im Artikel über den 61. Kongress im Abschnitt über die Mitglieder des Repräsentantenhauses bei den entsprechenden Namen der Abgeordneten vermerkt. Das Gleiche gilt für Wahlen in Staaten, die erst nach dem Beginn der Legislaturperiode der Union beitraten. Daher kommt es in den Quellen gelegentlich zu unterschiedlichen Angaben, da manchmal Veränderungen während der Legislaturperiode in die Zahlen eingearbeitet wurden und manchmal nicht.